# Pedro Machado Mastrobuono
Pedro Machado Mastrobuono (São Paulo, 18 de setembro de 1968), é advogado, museólogo e antropólogo brasileiro. É presidente da Fundação Memorial da América Latina desde 2023 e foi o segundo presidente mais longevo do Instituto Brasileiro de Museus (Ibram), com mais de três anos de gestão. Doutor honoris causa pela Universidade Federal de Mato Grosso do Sul (UFMS), possui pós-doutorado em Antropologia Social pela mesma instituição e é conhecido por sua atuação na preservação do patrimônio cultural e por projetos de museologia com foco em acervos afro-latino-americanos.

## Biografia
Pedro Machado Mastrobuono é advogado especializado em direitos autorais, museólogo e antropólogo brasileiro. Desde fevereiro de 2023, exerce a presidência da Fundação Memorial da América Latina, nomeado pelo governador do Estado de São Paulo, Tarcísio de Freitas. Sua atuação é marcada por iniciativas de modernização da museologia, proteção do patrimônio cultural e valorização das culturas afrodiásporicas e latino-americanas.

### Formação e trajetória acadêmica
Graduado em Direito pela Pontifícia Universidade Católica de São Paulo (PUC-SP), é especialista em Direitos Autorais e doutor honoris causa em Cultura e Proteção ao Patrimônio Cultural pela Universidade Federal do Mato Grosso do Sul (UFMS), onde também concluiu seu pós-doutorado em Antropologia Social com a pesquisa Identificação dos bens culturais legados por Santos Dumont: um guia de fontes para pesquisas e análises sobre a biografia dos objetos. Esse estudo resultou no mapeamento de 7.280 itens relacionados ao legado de Santos Dumont, distribuídos em 23 acervos nacionais e internacionais, inclusive na Biblioteca do Congresso dos Estados Unidos, e foi reconhecido como a aplicação inédita da metodologia do catálogo raisonné a um vulto histórico não-artista plástico.

### Instituto Brasileiro de Museus (Ibram)
Foi presidente do Instituto Brasileiro de Museus (Ibram), com mais de três anos de gestão. Nesse período, firmou um termo de cooperação com o Banco Nacional de Desenvolvimento Econômico e Social (BNDES) para a modelagem do primeiro fundo patrimonial voltado à sustentabilidade dos museus brasileiros. Também promoveu ações de proteção ao patrimônio musealizado, como a regularização de alvarás do Corpo de Bombeiros em 26 dos 30 museus federais administrados diretamente pelo Ibram, resultado com ampla repercussão, que lhe garantiu duas participações especiais no programa A Voz do Brasil e, também por duas oportunidades no programa Brasil em Pauta, da EBC, como convidado principal.
Durante sua gestão no Ibram, conheceu o então ministro da Infraestrutura Tarcísio de Freitas, que, eleito governador do Estado de São Paulo, o convidou para integrar a equipe de transição governamental. Nessa função, Mastrobuono atuou diretamente na elaboração do diagnóstico técnico da área da cultura, com foco nos desafios prioritários a serem enfrentados nos primeiros 90 dias de governo.

### Fundação Memorial da América Latina
No Memorial da América Latina, firmou um acordo com o Banco de Desenvolvimento da América Latina (CAF) para implementação de equipe de museologia voltada a desenvolver, preservar e catalogar o acervo permanente do Pavilhão da Criatividade Darcy Ribeiro, museu que abriga mais de 7.000 obras de arte popular dos países latino-americanos, do México ao Peru. 

## Projetos e contribuições em museologia
Como museólogo, coordenou a primeira grande retrospectiva internacional de Alfredo Volpi no continente europeu, com mais de 175 obras exibidas em Mônaco. A exposição repercutiu na mídia francesa, italiana e brasileira. Na França, a exposição resultou em uma mostra especial na Fundação Cartier, onde o artista teve uma sala dedicada. Mastrobuono também atuou no desenvolvimento do catálogo raisonné de Volpi e de Leonilson, atuando como principal pesquisador e responsável metodológico junto ao CNPq para a aplicação dessa metodologia no Brasil.
Entre as instituições que presidiu, destacam-se o Instituto de Arte Contemporânea (IAC), ligado à Universidade de São Paulo, responsável por mais de 17 mil documentos sobre artistas plásticos brasileiros, entre eles Sérgio Camargo, Mira Schendel, Willys de Castro e Hércules Barsotti; a AAMAC – Associação dos Amigos do Museu de Arte Contemporânea da USP, fundada por José Mindlin, e o Instituto Alfredo Volpi de Arte Moderna (IAVAM), do qual é sócio fundador, ex-presidente e atual conselheiro. 

## Atuação jurídica e legislação sobre arte
Como advogado, é precursor da aplicação do instituto da usucapião a obras de arte no Brasil, inclusive sendo responsável pela primeira ação de usucapião de uma obra atribuída a Aleijadinho. Essa atuação gerou jurisprudência nacional e permitiu a regularização de acervos compostos por obras órfãs em diversas instituições museológicas. Também publicou, em 2025, artigo no portal jurídico Consultor Jurídico (ConJur) propondo uma reflexão inédita no país sobre os limites do conceito de autoria em obras de arte produzidas por artistas acometidos por doenças neurodegenerativas, como o Alzheimer, culminando em projeto de lei para alteração da chamada LDA - lei de direitos autorais, ora em trâmite no congresso nacional.
É também diretor jurídico do Projeto Leonilson e foi vice-presidente da Comissão de Direito às Artes da OAB-SP, considerada a principal comissão jurídica brasileira voltada à cultura. Além disso, atuou por mais de sete anos como procurador do Estado de São Paulo, com experiência junto ao controle de contas públicas e ao Tribunal de Contas do Estado de São Paulo. Essa trajetória jurídica-institucional reforça sua competência na interseção entre direito público, governança cultural e patrimônio.
Em 2023, foi agraciado pelo Senado Federal com a Comenda Câmara Cascudo, principal honraria cultural da casa legislativa, que até então havia sido entregue em vida a apenas sete brasileiros. Em 2020, foi indicado ao Prêmio Ciccillo Matarazzo, da Associação Brasileira de Críticos de Arte (ABCA), como a personalidade mais atuante do país na área cultural. 
Atuou como conselheiro do MASP, do Museu Lasar Segall, do Museu Judaico de São Paulo (entidade que integrou desde sua gênese, auxiliando na sua instalação), do Projeto Leonilson, da Fundação Santos Dumont e é presidente do Conselho do Instituto Cultural Mayanot. Também integra o ICOM (International Council of Museums), o PEN Club do Brasil e o Conselho Editorial da Revista Memorial Cultural.

## Atuação no Governo Federal
No Governo Federal, atuou como membro do Conselho do IPHAN – Instituto do Patrimônio Histórico e Artístico Nacional, onde participou das Câmaras Setoriais de Patrimônio Material e Imaterial. Foi também membro do Conselho Nacional de Política Cultural (Ministério do Turismo), do Conselho Federal Gestor do Fundo de Defesa dos Direitos Difusos (Ministério da Justiça e Segurança Pública), e da Comissão Filatélica Nacional (Correios). Integrou a Comissão Memória dos Presidentes da República, junto ao Gabinete de Documentação da Presidência da República. Foi membro do Conselho Consultivo do Patrimônio Cultural do IPHAN, tendo atuado na Câmara de Bens Móveis e Integrados e na Câmara do Patrimônio Material. Também integrou a Comissão do Fundo Nacional da Cultura (Ministério do Turismo) e foi presidente do Conselho Consultivo do Patrimônio Museológico (Ministério do Turismo).
Foi patrono do Projeto Felicidade, iniciativa filantrópica que leva crianças com câncer a experiências culturais. Já publicou livros, ensaios e artigos sobre museologia, memória, ética do patrimônio, direito autoral, arte latino-americana e preservação cultural, consolidando sua trajetória como referência nacional na interseção entre cultura, direito, memória e identidade.